# Lampranthus amabilis
Lampranthus amabilis är en isörtsväxtart som beskrevs av L. Bol. Lampranthus amabilis ingår i släktet Lampranthus och familjen isörtsväxter. Inga underarter finns listade i Catalogue of Life.